# Équipe cycliste EF Education-Oatly
L'équipe cycliste EF Education-Oatly est une équipe cycliste féminine américaine, créée en 2024.

## Histoire

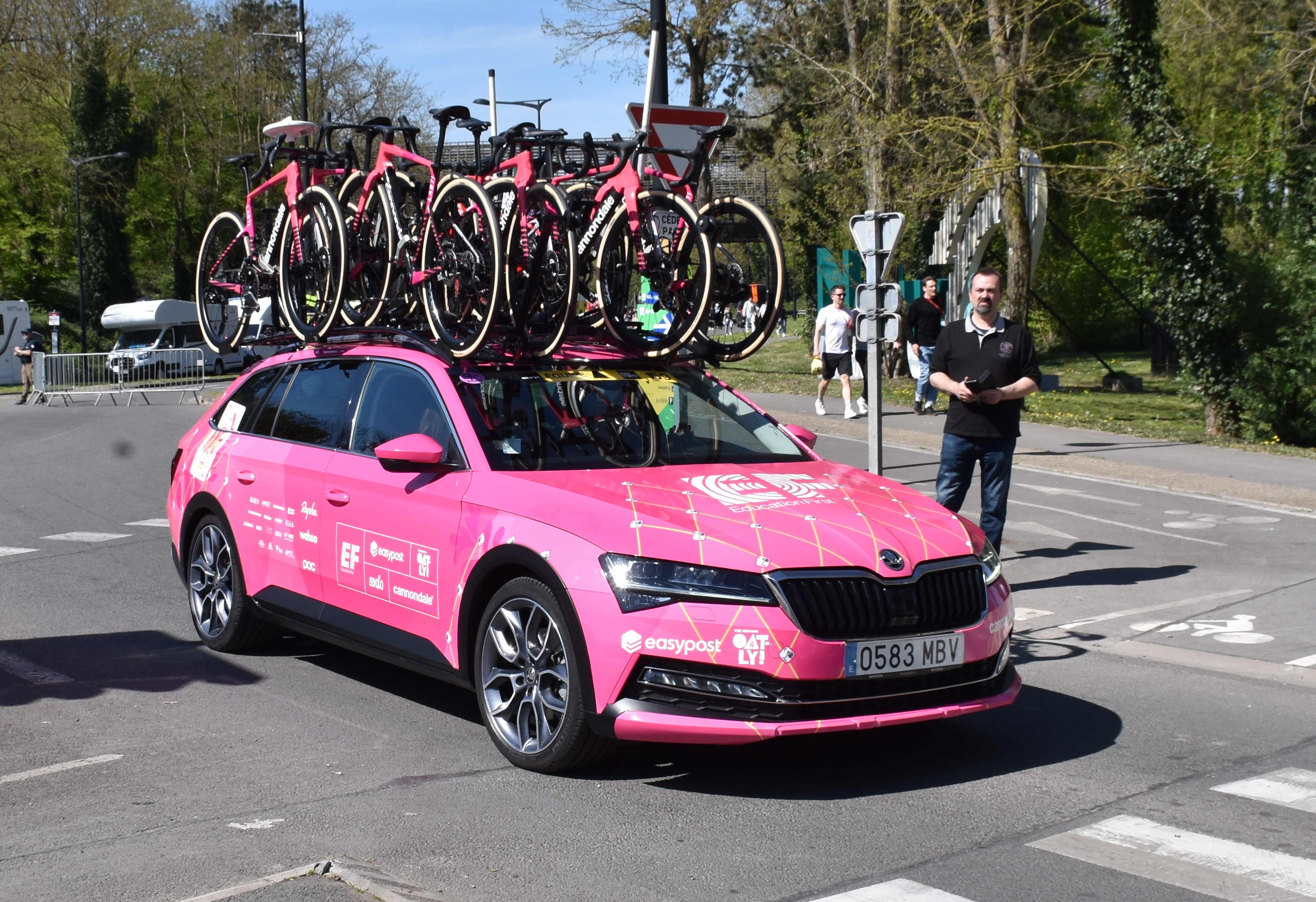
Véhicule EF Education Oatly 2025.

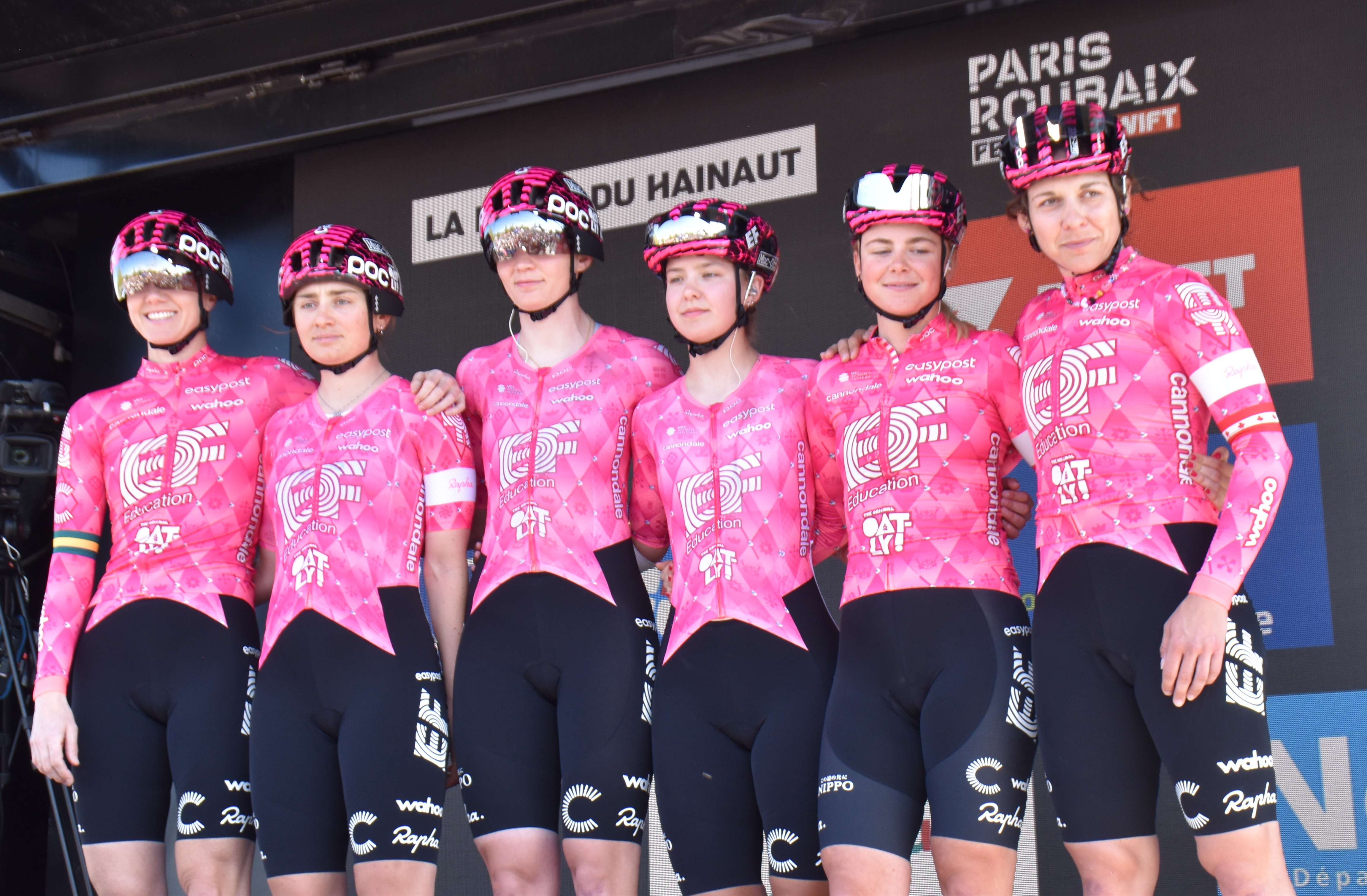
Paris-Roubaix 2025 - Présentation.

Fin 2023, après la dissolution de l'équipe World Tour féminine EF Education-Tibco-SVB, qui coopérait avec l'équipe masculine EF Education-EasyPost depuis 2022, la société d'exploitation de l'équipe masculine annonce la création de sa propre équipe féminine sous le nom d'EF Education-Cannondale en 2024. Malgré la similitude du nom, l'équipe nouvellement fondée n'a aucun lien avec l'équipe dissoute ; seuls quatre coureurses ont rejoint la nouvelle équipe. EF Education-Cannondale est enregistrée en tant qu'équipe continentale féminine UCI.
Comme pour l'équipe masculine, le sponsor principal est le groupe d'entreprises EF Education First. Le deuxième sponsor en titre est le fabricant de vélos Cannondale  qui fournit également à l'équipe les vélos de course.
Lors de la toute première course de l'équipe, Noemi Rüegg obtient la première victoire de l'équipe en remportant le Trofeo Felanitx–Colònia Sant Jordi dans le cadre du Challenge de Majorque féminin. Fin juin 2024, la formation est renommée EF-Oatly-Cannondale.
Pour la saison 2025, l'UCI créé une nouvelle catégorie d'équipes de 2e division internationale, entre les équipes World Team et les équipes continentales. L'équipe fait partie des 7 premières équipes de cette nouvelle catégorie UCI Women's ProTeam.

## Classements UCI
Ce tableau présente les places de l'équipe au classement de l'Union cycliste internationale en fin de saison, ainsi que la meilleure cycliste au classement individuel de chaque saison.
| Classement UCI | Classement UCI         | Classement UCI                              | Classement UCI |
| Année          | Classement par équipes | Meilleure coureuse au classement individuel |                |
| -------------- | ---------------------- | ------------------------------------------- | -------------- |
| 2024           | 12e                    | Kristen Faulkner (19e)                      |                |
|                |                        |                                             |                |
| Source : UCI   |                        |                                             |                |

Le tableau ci-dessous présente les classements de l'équipe sur l'UCI World Tour féminin .
| UCI World Tour | UCI World Tour         | UCI World Tour                              | UCI World Tour |
| Année          | Classement par équipes | Meilleure coureuse au classement individuel |                |
| -------------- | ---------------------- | ------------------------------------------- | -------------- |
| 2024           | -                      | Kim Cadzow (56e)                            |                |
|                |                        |                                             |                |
| Source : UCI   |                        |                                             |                |

## Saison actuelle
Effectif
| Effectif 2025                   | Effectif 2025     | Effectif 2025    | Effectif 2025                           |
| Cycliste                        | Date de naissance | Pays             | Équipe précédente                       |
| ------------------------------- | ----------------- | ---------------- | --------------------------------------- |
| Megan Armitage (1 janv.–3 avr.) | 12 août 1996      | Irlande          | Arkéa Pro Cycling Team (2023)           |
| Nina Berton                     | 3 août 2001       | Luxembourg       | Ceratizit-WNT Pro Cycling (2024)        |
| Letizia Borghesi                | 16 octobre 1998   | Italie           | EF Education-TIBCO-SVB (2023)           |
| Kim Cadzow                      | 18 décembre 2001  | Nouvelle-Zélande | Team Jumbo-Visma (2023)                 |
| Henrietta Christie              | 23 janvier 2002   | Nouvelle-Zélande | Human Powered Health (2024)             |
| Clara Emond                     | 5 février 1997    | Canada           | Arkéa Pro Cycling Team (2023)           |
| Veronica Ewers                  | 1 septembre 1994  | États-Unis       | EF Education-TIBCO-SVB (2023)           |
| Kristen Faulkner                | 18 décembre 1992  | États-Unis       | Team Jayco AlUla (2023)                 |
| Lotta Henttala                  | 28 juin 1989      | Finlande         | AG Insurance-Soudal Quick-Step (2023)   |
| Alison Jackson                  | 14 décembre 1988  | Canada           | EF Education-TIBCO-SVB (2023)           |
| Cédrine Kerbaol                 | 15 mai 2001       | France           | Ceratizit-WNT Pro Cycling (2024)        |
| Nina Kessler                    | 4 juillet 1988    | Pays-Bas         | Team Jayco AlUla (2023)                 |
| Mirre Knaven                    | 18 août 2004      | Pays-Bas         | AG Insurance-Soudal NXTG (2024)         |
| Sarah Roy                       | 27 février 1986   | Australie        | Cofidis (2024)                          |
| Noemi Rüegg                     | 19 avril 2001     | Suisse           | Team Jumbo-Visma (2023)                 |
| Magdeleine Vallieres            | 10 août 2001      | Canada           | EF Education-TIBCO-SVB (2023)           |
| Babette van der Wolf            | 29 avril 2004     | Pays-Bas         | Lifeplus Wahoo (2024)                   |
| Alexandra Volstad               | 3 janvier 2006    | Canada           | Grouwels-Watersley R&D Road Team (2024) |
|                                 |                   |                  |                                         |
| Source : ProCyclingStats        |                   |                  |                                         |

Victoires
| Victoires | Victoires                                   | Victoires | Victoires | Victoires      | Victoires |
| Date      | Course                                      | Pays      | Classe    | Vainqueur      |           |
| --------- | ------------------------------------------- | --------- | --------- | -------------- | --------- |
| 18 janv.  | 2e étape, Women's Tour Down Under           | Australie | 2.WWT     | Noemi Rüegg    |           |
| 19 janv.  | Classement général, Women's Tour Down Under | Australie | 2.WWT     | Noemi Rüegg    |           |
| 25 janv.  | Trofeo Marratxi-Felanitx                    | Espagne   | 1.1       | Lotta Henttala |           |